# Чемпионат мира по футболу 1942
Чемпионат мира по футболу 1942 года — отменённый чемпионат мира по футболу ФИФА. Должен был пройти с 12 июня по 5 июля 1942 года и стать 4-м по счету в истории, однако из-за ухудшающейся международной обстановки на фоне событий Второй мировой войны был отменён. Официальным 4-м по счёту стал послевоенный чемпионат мира по футболу 1950 года, прошедший с 24 июня по 16 июля в Бразилии.

## Выбор места проведения
Официальную заявку на его проведение подала Германия, приняв участие на 23-м конгрессе ФИФА, который прошёл 13 августа 1936 года в Берлине. В 1938 году свои заявки на проведение мирового первенства подали Аргентина и Португалия, в июне 1939 года — Бразилия.

## Предложения о переносе турнира
Эскалация войны в Европе в сентябре 1939 года поставила ФИФА в непростое положение, связанное с необходимостью проработать план переноса чемпионата в нейтральные страны (включая Южную Америку), либо полностью отменить планируемый на 1942 год турнир. Первое время рассматривался вопрос о проведении мирового первенства в Португалии, заявка которой была подана Лиссабоном в 1938 году. Однако Исполнительный комитет ФИФА, заседание которого состоялось 7 сентября 1939 года в швейцарском Берне, отклонил её, а также отменил предстоящий конгресс ФИФА в 1940 году.
Рабочая группа Южноамериканской конфедерации футбола КОНМЕБОЛ, собравшаяся в Сантьяго в 1940 году, отложила вопрос об избрании страны-организатора чемпионата мира 1942 года до окончания войны в Европе, который предполагалось уже провести в Бразилии или Аргентине. После оккупации Чехословакии, Бельгии, Нидерландов, Норвегии и Дании, правительство Германии в январе 1941 года давало обещание, что разрешит командам этих стран отправиться в Южную Америку в следующем году на предстоящий чемпионат мира. Наконец, Ассоциация футбола Аргентины выдвинула предложение провести мировое первенство сразу в трёх странах Южной Америки: у себя в Буэнос-Айресе, в уругвайском Монтевидео и бразильском Рио-де-Жанейро. В этом случае, чемпионат мира 1942 года мог бы стать первым в истории, который бы прошел более чем в одной стране, и одновременно первым в истории, проводимым в трёх странах мира.

## Отмена турнира
В начале 1940-х годов на планете стало уже совсем неспокойно — продолжающаяся агрессивная военно-экспансионистская политика стран «оси» перешла в активную стадию, которая привела к японской оккупации Северного Китая и нападению Германии на СССР, чуть позднее — вооружённому налёту японских ВМФ на Пёрл-Харбор. Страны одна за другой заявили о переходе на военное положение, в рамках которого любые массовые мероприятия (включая спортивные) были ограничены либо запрещены. В связи мобилизацией под призыв попали многие спортсмены национальных сборных, признанные годными к несению службы в военное время; в отношении других, не призванных на военную службу по мобилизации, была распространена трудовая обязанность, также вынудившая оставить профессиональную карьеру. Розыгрыш чемпионатов и лиг прекращался, международные и товарищеские матчи отменялись.
Отмена чемпионата мира по хоккею ЛИХГ, а затем зимних и летних Олимпийских игр 1940 года, спровоцированная нагнетанием напряжённости в Европе и на Дальнем Востоке, сделало вопрос отмены мирового футбольного первенств лишь вопросом времени. Несмотря на обещание властей Германии разрешить сборным оккупированных стран принять участие в очередном чемпионате мира, какого-либо прогресса в этом деле не последовало ввиду отсутствия финансирования и энтузиазма со стороны ФИФА проводить турнир в условиях глобального хаоса, которому сопутствовала специфическая политика в отношении гражданского населения на занятых территориях. 23 марта 1941 года ФИФА объявила об отмене чемпионата мира 1942 года в связи с крайне напряженной международной обстановкой в мире, не позволяющей в полной мере проводить турнир в условиях жёстких ограничений и законов военного времени. На момент отмены турнира ФИФА так и не смогла определиться со страной-организатором его проведения. Все отборочные матчи, которые должны были пройти в 1941—1942 годах, также не состоялись.
В 1942 году ФИФА осудила германские власти за пропаганду идей национал-социализма и массовый геноцид народов, за что Германия была лишена членства в организации.

### Недостоверные сведения о получении права на проведение ЧМ-1942 Германией
Существуют неподтверждённые сведения о пресс-релизах, согласно которым 20 декабря 1939 года ФИФА якобы присудила право провести чемпионат мира 1942 года Германии. Соответствующую заявку страна успела подать в довоенное время на 23-м конгрессе ФИФА 1936 года. Предполагается, что это был преднамеренный вброс ложной информации со стороны контролируемых национал-социалистическим правительством СМИ. ФИФА сразу же опровергло данную информацию и вскоре не дало согласия на проведение турнира в этой стране. Ранее, в 1938 году, ФИФА выступала с критикой и осуждением национал-социалистического режима Германии.